# Hollowman
Hollowman è un EP del gruppo death metal svedese Entombed, pubblicato nel 1993.

## Tracce
1. Hollowman – 4:30 (Andersson)
2. Serpent Speech – 2:11 (Andersson)
3. Wolverine Blues (Instrumental version) – 2:12 (Andersson, Cederlund)
4. Bonehouse – 3:39 (Håkansson, Cederlund, Andersson)
5. Put off the Scent – 3:19 (Hellid, Andersson)
6. Hellraiser – 5:43 (Young)

## Formazione
- Nicke Andersson - chitarra, batteria
- Uffe Cederlund - chitarra, tamburello
- Lars Rosenberg - basso
- Alex Hellid - chitarra
- Lars-Göran Petrov - voce